# Burgemeesterspoortje
Burgemeesterspoortje is een poortje in het oude centrum van de Noord-Hollandse stad Hoorn. Het poortje was een toegangspoort voor de tuin van de burgemeesterswoning op nummer 15. Het poortje is aangewezen als rijksmonument onder nummer 517452.

## Geschiedenis
Het poortje werd in opdracht van burgemeester W.C.J. de Vicq gebouwd naast de burgemeesterswoning. Hiervoor had hij de woning die op die plek stond zelf al aangeschaft en liet deze in 1870 slopen. In 1952 werd reeds overwogen om het poortje te slopen en het poortje van de Latijnse School hier te plaatsen. Uiteindelijk werd besloten dat poortje toch bij het Claes Stapelhof te plaatsen.
In de jaren 80 van de twintigste eeuw werden de gietijzeren deurroosters van de deuren verwijderd. Ook in 1992 volgde nog een restauratie, net als bij een groot aantal andere poorten in Hoorn. Bij de Burgemeesterspoort werd het voegwerk gerestaureerd en slechte bakstenen werden vervangen. De scheuren die in de hardstenen stoep zijn ontstaan werden gelijmd en het roest op het hekwerk werd verwijderd. Tijdens de verbouwing van het Westfries Museum in de periode 2022-2024 zijn de stoep en het hekwerk verwijderd.

## Exterieur
Het poortje is opgetrokken uit rode, machinale baksteen en heeft een hardstenen plint en stoep. Het hekwerk op de stoep is van smeedijzer. Op de dubbele deur zaten ook gietijzeren deurroosters.
De poort is ongeveer 5 meter hoog en bestaat uit een hardstenen plint en basement met daarboven twee muren met dieper liggende vlakken met gele driehoeken en ruiten. Daarbovenop rust een hoofdgestel, opbouw, van rode baksteen met siermetselwerk in gele baksteen. Het geheel wordt afgesloten door meerdere lijsten van rode bakstenen met geel siermetselwerk. De onderste laag bestaat uit afwisselend een gele staande kop met iets dieper gelegende twee rode liggende koppen. Daarboven een laag van gele bakstenen staand als ruiten. De een na hoogste laag bestaat uit gele bakstenen consoles die een laag van gele muizentanden dragen. Het geheel wordt tegen inregenen beschermd door een natuurstenen afdeklijst.
Het geheel omlijst een dubbele houten deur in een rijkgeprofileerd kozijn. Direct boven de deuren een licht gebogen segmentboog met gele gemetselde bakstenen en in het midden en op de twee hoeken zandstenen sluit- en aanzetstenen. Als decoratief element is op de sluitsteen een diamantkop gehouwen. De aanzetstenen zijn vlak gelaten. Tussen de ontlastingsboog en het hoofdgestel een muurvlak met als decoratie een strekkenlaag (een rij gemetseld uit de korte zijdes van bakstenen) met in het midden een gemetselde cirkel. De laag, zijkanten en cirkel zijn allen van gele baksteen. Boven dit veld twaalf gemetselde consoles met daarboven het hierboven besproken hoofdgestel.

## Bron
- Jeeninga, Willeke (juli 1993). Twaalf Hoornse poortjes. Vereniging Oud Hoorn, "11. Poortje aan de Rode Steen", p. 62-63.